# 盧蔚豐
盧蔚豐（英語：Lo Wai-fung；2002年9月12日—），香港男子跆拳道運動員。
他早年就讀香港四邑商工總會新會商會學校（2015年小六），2015年入讀惠僑英文中學，至2021年中六畢業。2024年代表香港參加奧運，在資格賽擊敗難民代表團選手叶海亚·戈塔尼晉身16強，但在隨後的復活賽落敗，無緣銅牌。